# CVJM-Gesamtverband in Deutschland
Der CVJM Deutschland (CVJM-Gesamtverband in Deutschland e. V.) ist ein Verein mit Sitz in Kassel. Es ist der Dachverband von dreizehn föderal eigenständigen christlichen Jugendverbänden in Deutschland, die unter den folgenden Bezeichnungen auftreten: Christlicher Verein Junger Menschen, Evangelisches Jugendwerk (EJW) und Christliches Jugenddorfwerk Deutschlands (CJD). Er ist der größte ökumenische christliche Jugendverband in Deutschland mit größtenteils evangelischer Mehrheit und Prägung. Schwerpunkt der Mitgliedsverbände ist die örtliche Jugendarbeit in den 1600 Vereinen, Jugendwerken und Jugenddörfern. Nach eigenen Angaben erreicht die CVJM-Bewegung in Deutschland regelmäßig 375.000 Menschen (Mitglieder, Mitarbeitende und regelmäßig Teilnehmende).

## Organisation

### Struktur
Er wird von Mitgliederversammlung und Vorstand geleitet. Generalsekretär des Gesamtverbandes ist seit 2017 Pfarrer Hansjörg Kopp.

### Einrichtungen
In Kassel unterhält der CVJM zwei Ausbildungsstätten für CVJM-Sekretäre und Jugendreferenten, das CVJM-Kolleg und die CVJM-Hochschule.

### Mitgliedschaften in weiteren Verbänden

#### Nationale Verbände
Der CVJM-Gesamtverband ist Mitglied der Arbeitsgemeinschaft der Evangelischen Jugend in Deutschland e. V. (aej) und der Arbeitsgemeinschaft Missionarische Dienste der Evangelischen Kirche in Deutschland. Er ist der Zusammenschluss von 13 selbständigen Mitgliedsverbänden, deren Zusammenarbeit er fördert.
Zusätzlich ist der CVJM mit 35 anderen, bundesweiten, Verbänden Mitglied im bka e. V., dem Bundesverband Kulturarbeit in der evangelischen Jugend e. V. Die Verbände sichern in ihrer Breite und mit Hilfe ihrer fachlichen Kompetenz die Vielfalt und Qualität der Jugendkulturarbeit im Bundesverband Kulturarbeit in der evangelischen Jugend e. V. und können nicht zuletzt durch den Verbund im bka e. V. bundesweit wirksam werden.

#### CVJM-Weltbund

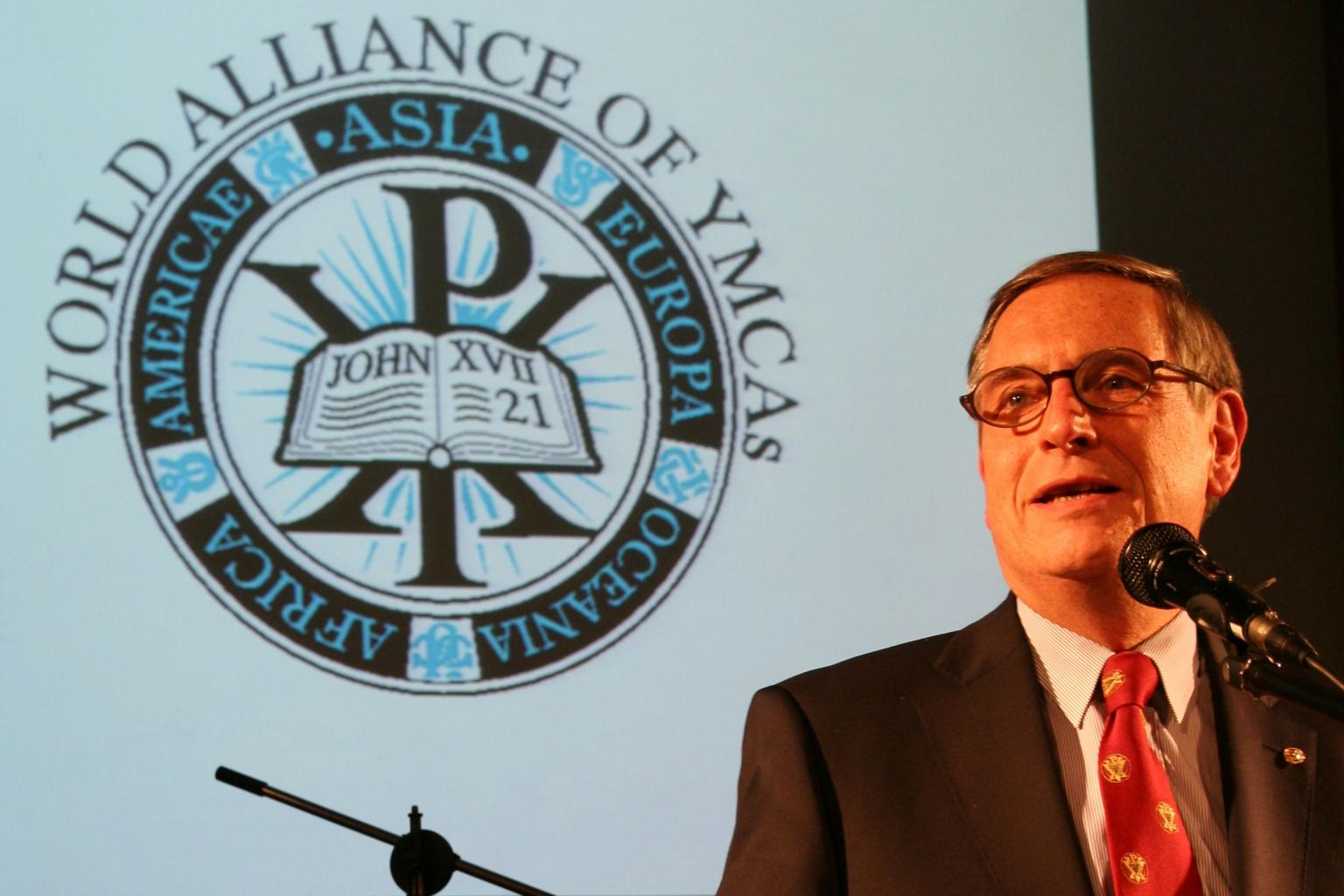
Martin Meißner

Die ökumenischen Christlichen Vereine junger Menschen sind im CVJM-Weltbund (engl. „World Alliance of YMCAs“) zusammengeschlossen und haben weltweit in 120 Ländern 45 Millionen Mitglieder.

## Symbole

CVJM-Logo seit 2017
CVJM-Logo von Mitte der 1990er bis 2017
Ankerkreuz (Jungschar-Arbeit)
Eichenkreuz (Sport-Arbeit)

### CVJM-Dreieck
Das vom CVJM-Gesamtverband verwendete Symbol ist eine leichte Abwandlung des internationalen YMCA-Symbols: ein rotes, gleichseitiges Dreieck mit horizontalem schwarzen Balken, auf dem die jeweilige Abkürzung mit weißen Großbuchstaben steht, in Deutschland also „CVJM“. Es soll daran erinnern, dass bei der gesamten CVJM-Arbeit der ganze Mensch im Vordergrund steht. Dabei steht der obere Balken für „Geist“, gestützt von den beiden Balken für „Körper“ und „Seele“. Es wurde Ende des 19. Jahrhunderts von Luther Gulick entworfen und erstmals 1890/91 vom YMCA in Springfield offiziell verwendet. Schnell entwickelte sich das Symbol zum inoffiziellen Erkennungszeichen der CVJM, andere Entwürfe stießen auf Ablehnung und wurden verworfen. Offizielles Symbol wurde Gulicks Dreieck während des Ersten Weltkrieges beim englischen CVJM, später auch vom CVJM-Weltbund. In Deutschland setzte es sich erst nach dem Zweiten Weltkrieg durch.

### Jungschararbeit
In der Jungschararbeit kommt das „Ankerkreuz“ zum Einsatz. Dabei steht die weiße Farbe für Reinheit, Wahrheit und Klarheit und die blaue für Gottes Treue. Das Kreuz und der Anker stehen dabei für den sicheren Halt, den Christen bei Jesus haben (vgl. Hebräer 6,19). Die Ringe symbolisieren die weltweite Gemeinschaft mit anderen Jungscharen, dem weltweiten CVJM, sowie der christlichen Gemeinde allgemein.

### Sportarbeit
Im Auftrag des Deutschen Olympischen Sportbundes werden Übungsleiter C in Online- und Präsenzphasen ausgebildet. Neben typischen Sportarten wie CVJM Hockey und Indiaca ist auch die Ausarbeitung einer Andacht verpflichtend. Des Weiteren findet sich noch das „Eichenkreuz“, das bis 2006 in der gesamten CVJM-Sportarbeit verwendet wurde und seitdem nur noch von einigen Regionalverbänden eingesetzt wird. Entwickelt wurde das Eichenkreuz 1921 von Johannes Tack für die gesamte Arbeit im Nationalverband der Evangelischen Jungmännerbünde. Die grünenden Blätter der Eiche sind in Deutschland vielfach als Sinnzeichen für Standhaftigkeit, Sieg und neues Leben verstanden worden, das hier durch die kreuzförmige Anordnung bewusst mit Jesus Christus oder dem Christentum in Verbindung gebracht wird.

## Geschichte

### Gründung

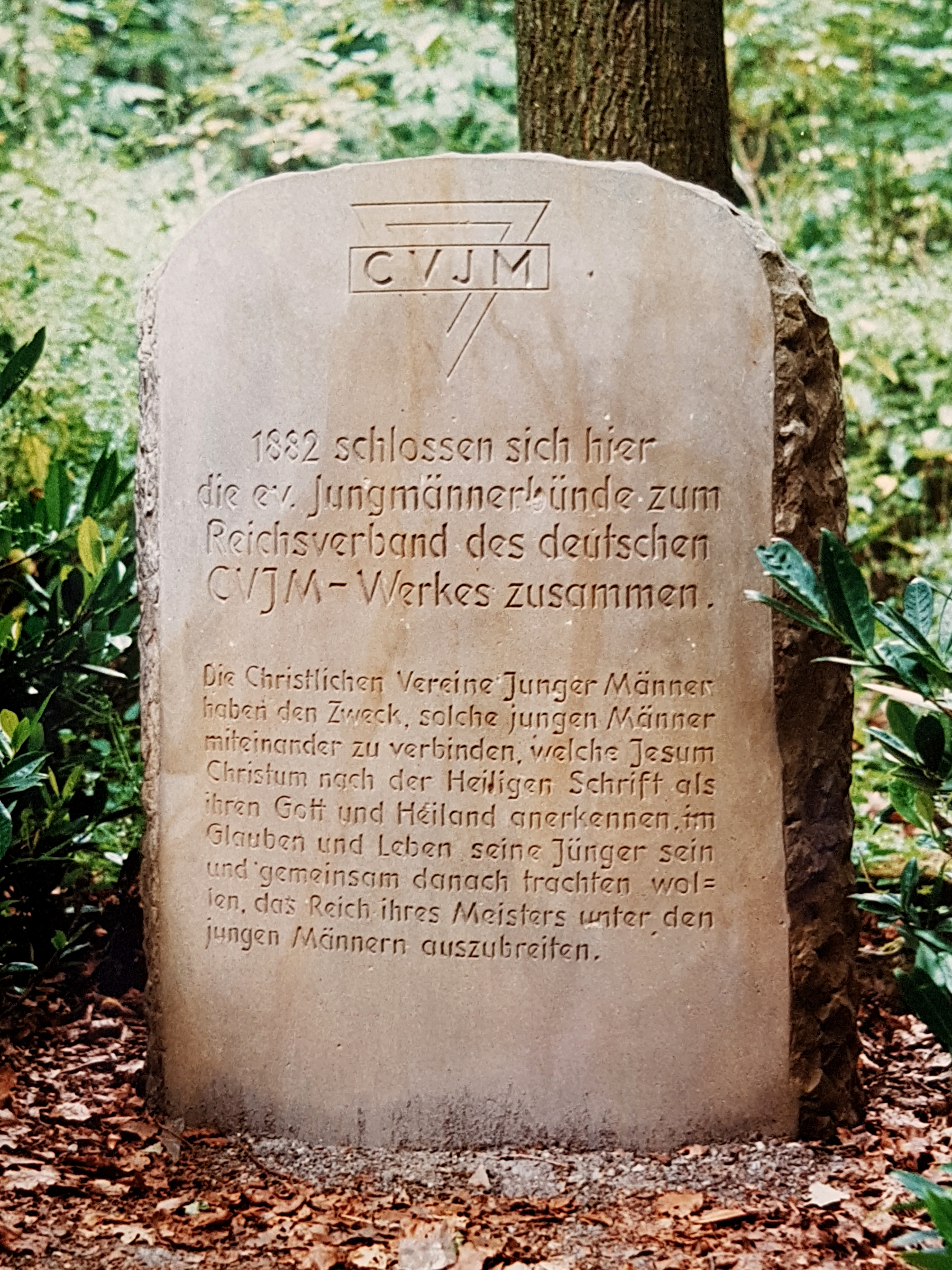
Gedenktafel zur Gründung des Reichsverbandes 1882 am Hermannsdenkmal in Lippe

In Deutschland schlossen sich 1848 mehrere protestantische Jünglingsvereine zum ersten regionalen Verband zusammen, dem Rheinisch-Westphälischen Jünglingsbund unter Superintendent Karl Emil Krummacher als Präses, einem Vorläufer des CVJM-Westbunds. In den Folgejahren entstanden weitere regionale Zusammenschlüsse von Jünglingsvereinen mit unterschiedlichen Arbeitsschwerpunkten, die ab 1882 in Form einer Konferenz zusammenarbeiteten. Etwa gleichzeitig mit der Bildung dieser Konferenz entstand 1883 in Berlin auf Anregung Friedrich von Schlümbachs, einem in den USA ausgebildeten Prediger, der erste Verein, der sich als Christlicher Verein junger Männer bezeichnete, dessen erster Vorsitzender wurde Eberhard von Rothkirch und Andreas Graf von Bernstorff wurde sein Stellvertreter; er schloss sich dem Östlichen Jünglingsbund an. Im Gegensatz zu den Jünglingsvereinen, die als Zusammenschluss von bereits gläubigen Jugendlichen und Männern entstanden waren, war das Hauptziel des CVJM die Evangelisation von der Kirche fern stehenden Männern. Konflikte zwischen den zwei verwandten Bewegungen entstanden auch dadurch, dass der CVJM/YMCA überkonfessionell orientiert war, während die Jünglingsbünde landeskirchlich ausgerichtet waren.

### Entwicklung bis 1934
Als sich 1900 die regionalen Jünglingsbünde zur Nationalvereinigung der evangelischen Jünglingsbünde zusammenschlossen, hatte sich die landeskirchliche Orientierung durchgesetzt: In § 4 der Satzung wurde festgelegt, dass die Mitgliedsverbände „auf dem Boden ihrer evangelischen Landeskirchen (stehen), und können außerhalb der Landeskirchen stehende Bündnisse nicht aufgenommen werden.“ Der neue nationale Zusammenschluss war weiterhin von starken Unterschieden in der Arbeit geprägt, die durch die Aufnahme neuer Arbeitsformen vertieft wurden. Für die einzelnen Arbeitszweige entstanden Arbeitskreise, die zum Teil später in selbständigen Verbänden außerhalb der Nationalvereinigung bzw. des Reichsverbandes umgewandelt wurden. 1919 schlossen sich die missionarisch orientierten CVJM-Gruppen in einer Arbeitsgemeinschaft zusammen, die den 1921 in Reichsverband der Evangelischen Jungmännerbünde und verwandter Bestrebungen (kurz: Jungmännerwerk) immer stärker prägte. 1921 schlossen sich die evangelischen Pfadfinder ebenfalls in Form einer Arbeitsgemeinschaft zusammen, der Christlichen Pfadfinderschaft Deutschlands, die 1931/33 zu einem selbständigen Verband wurde. Ab 1922 verbreitete sich – ausgehend vom Westbund – unter dem Namen Eichenkreuz die Sportarbeit im Gesamtverband. Bis 1933/34 wurde das Jungmännerwerk immer stärker von der CVJM-Arbeit geprägt, andere Arbeitszweige verließen den Verband oder bleiben ihm nur lose als „verwandte Bestrebung“ verbunden.

### Der CVJM während des Nationalsozialismus
Die Eingliederung der evangelischen Jugendverbände in die Hitler-Jugend Anfang 1934 bildete eine wesentliche Zäsur für die Arbeit des Jungmännerwerks. Es entließ, wie fast alle anderen evangelischen Jugendverbände, alle Mitglieder unter 18 Jahren aus der Mitgliedschaft, um die Zwangsmitgliedschaft in der Hitler-Jugend zu vermeiden. An die Stelle der Vereine traten Gemeindejugendkreise ohne definierte Mitgliedschaft. Im Kirchenkampf zwischen Deutschen Christen und Bekennender Kirche positionierte sich das Jungmännerwerk nicht einheitlich. Der Westbund unter Leitung von Johannes Busch erklärte sich klar für die Bekennende Kirche, während andere Regionalvereinigungen neutral blieben oder zu den Deutschen Christen tendierten. Während der Zeit des Nationalsozialismus wurde die Arbeit des Jungmännerwerks immer stärkeren Beschränkungen unterworfen, bis sie mit Ausbruch des Zweiten Weltkriegs weitgehend zum Erliegen kam. Während des Krieges kamen zahlreiche in Kriegsgefangenschaft geratene deutsche Soldaten über die Kriegsgefangenenhilfe in Kontakt mit dem CVJM-Weltverband.

### CVJM nach 1945
Schon kurz nach Kriegsende begannen die Arbeiten zum Neuaufbau des Jungmännerwerks. Die örtlichen Gruppen gehörten oft zu den ersten von den Besatzungsbehörden erlaubten Jugendgruppen. Schon bald wurde die Arbeit unter der Bezeichnung CVJM geführt; die Umbenennung und Neustrukturierung zum heutigen Christlichen Verein Junger Menschen dauerten aber bis in die 1970er Jahre an, als Mädchen auch offiziell die Mitgliedschaft ermöglicht wurde.
Im Jahre 1955 wurde mit Indiaca ein Handfederballspiel, das eine Variante der Petecaspiele der Ureinwohner Brasiliens darstellt, in der Jungenschaft eingeführt. Seit 1968 werden deutsche Meisterschaften nach dem Indiaca-Regelwerk des CVJM-Gesamtverbandes Deutschlands ausgetragen.
2006 hat sich die Sportarbeit des CVJM-Gesamtverbandes in „CVJM-Sport“ umbenannt und sich dadurch auch optisch von ihren anfänglichen Beziehungen zum Deutschtum losgesagt.

### Expo 2000

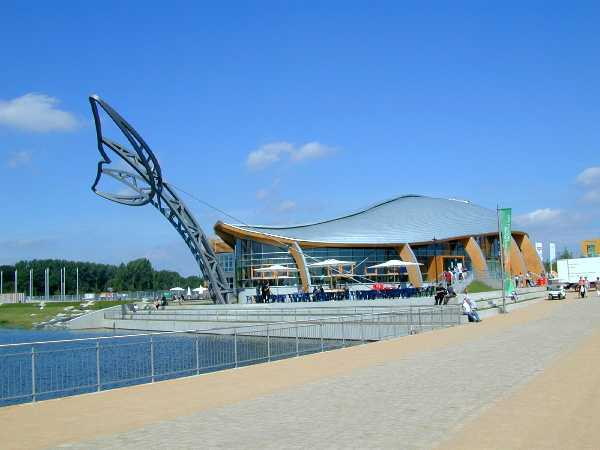
Expo 2000-Wahrzeichen: Pavillon der Hoffnung (Expowal) von WVD, CVJM und DEA (2010).

Im Jahr 2000 beteiligte sich der CVJM gemeinsam mit World Vision Deutschland und der Evangelischen Allianz mit dem Projekt Pavillon der Hoffnung an der Expo 2000, eigener Thementag war der 31. Juli 2000.

### 175. Geburtstag im Jahr 2019
Am 6. Juni 2019 feierten CVJM in Deutschland und weltweit ihren 175. Geburtstag. Schirmherrin für den Geburtstag war Bundesministerin Franziska Giffey. Die englische Theatergruppe „Salt Mine Company“ hat die bewegende und inspirierende Geschichte des YMCA unter dem Titel „The Soul in the machine“ als Theaterstück inszeniert.

## Generalsekretäre des CVJM-Gesamtverbandes
- 1964–1973 Pfarrer Walter Arnold
- 1975–1984 Matthias Dannenmann
- 1984–2005 Pfarrer Ulrich Parzany, Hauptverkündiger von ProChrist

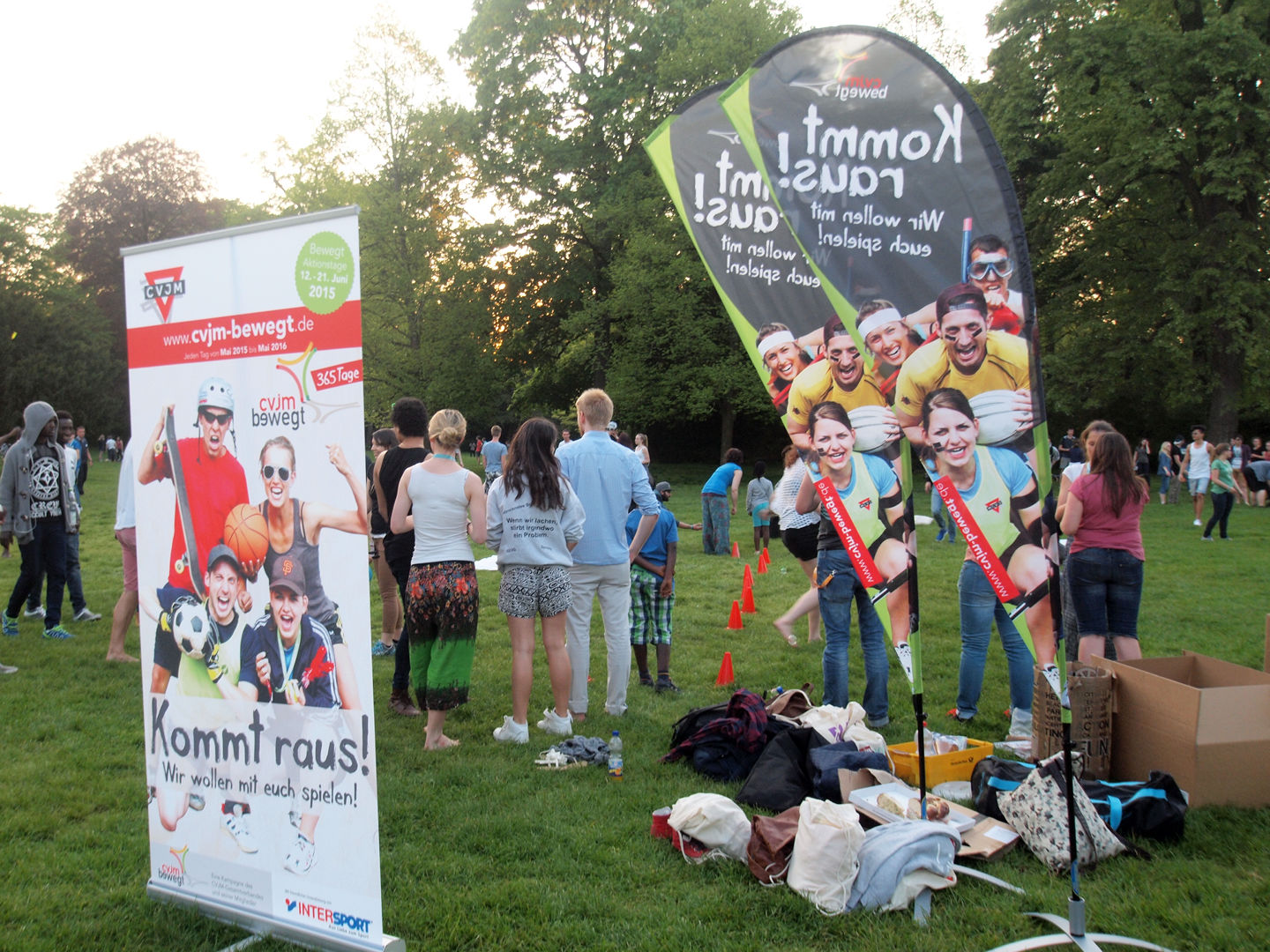
CVJM beim Christival 2016

- 2005–2010 Wolfgang Neuser
- 2011–2015 Roland Werner[12]
- seit 2017 Pfarrer Hansjörg Kopp

## Mitgliedsverbände
- Arbeitsgemeinschaft der CVJM Deutschlands (AG der CVJM)
- Christliches Jugenddorfwerk Deutschlands e. V. (CJD)
- CVJM-Landesverband Bayern e. V.
- CVJM Norddeutschland e. V.
- CVJM-Ostwerk e. V. Landesverband Berlin-Brandenburg e. V.
- CVJM Pfalz e. V.
- CVJM-Landesverband Baden e. V.[13]
- CVJM-Landesverband Sachsen e. V.
- CVJM-Landesverband Sachsen-Anhalt e. V.
- CVJM-Landesverband Schlesische Oberlausitz e. V.
- CVJM Thüringen e. V., Evangelisches Jugendwerk
- CVJM-Westbund e. V.[14]
- Evangelisches Jugendwerk in Württemberg (EJW)

Nicht direkt dazu gehört der CVJM-Landesverband Württemberg e. V. Dieser ist Mitglied im EJW und nur dadurch mit dem CVJM-Gesamtverband verbunden.